# Birger Rehnvall
Olof Birger Rehnvall, född 21 augusti 1909 i Skogs församling, Gävleborgs län, död 13 mars 1983 i S:t Görans församling, Stockholm, var en svensk arkitekt.
Rehnvall, som var son till köpmannen Nils Leopold Rehnvall (1878-1963) och Johanna Katarina Rehnvall, född Näslund (1888-1956), avlade studentexamen i Söderhamn 1928 och utexaminerades från Kungliga Tekniska högskolan 1932. Han var anställd på Rolf Hagstrand och Birger Lindbergs arkitektkontor och bedrev egen arkitektverksamhet i Stockholm. Han ritade där bland annat Johannesgatan 8 och 10 (1938–1939) och Luntmakargatan 15 (1940–1942).
Han var gift med Ingeborg Rehnvall, född Ohlsson (1910-2000) och far till journalisten Hans Rehnvall (1942-2017), som vann utmärkelsen "Årets folkbildare" 1987 för hans populärvetenskapliga TV-program. 